# Rozpad částice
Rozpad částice je spontánní proces při kterém se jedna elementární částice transformuje do jiných elementárních částic. V průběhu tohoto procesu se z původní elementární částice stává jiné částice s menší hmotností a také intermediální částice jako je například W boson v rozpadu mionu. Tyto intermediální částice se pak někdy transformují do jiných částic.
Termín rozpad částice je také používán pro rozpad některých složených částic, například hadronů. Naopak obvykle ale není používán pro radioaktivní přeměny, ve kterých je nestabilní atomové jádro přeměněno na lehčí jádra za doprovodu emise částic nebo záření, i když jsou oba procesy koncepčně podobné.
V tomto článku se pracuje s přírodními jednotkami, kde {\displaystyle c=\hbar =1.\,}

## Pravděpodobnost přežití a poločas přeměny částic
Rozpad částice je Poissonův proces, tedy pravděpodobnost, že částice přežije po čase t předtím než se rozpadne, je dána exponenciálním rozdělením, jehož časová konstanta závisí na rychlosti částice:
{\displaystyle P(t)=e^{-t/(\gamma \tau )}\,}
kde
{\displaystyle \tau } je střední doba života částice (když je v klidu) a
{\displaystyle \gamma ={\frac {1}{\sqrt {1-v^{2}/c^{2}}}}} je Lorentzův faktor částice.

### Tabulka poločasu přeměny některých elementárních a kompozitních částic
Všechna data pocházejí od Particle Data Group
| Typ    | Jméno                 | Symbol                                  | Energie (MeV) | Poločas přeměny                                         |
| ------ | --------------------- | --------------------------------------- | ------------- | ------------------------------------------------------- |
| Lepton | Elektron / Pozitron   | {\displaystyle e^{-}\,/\,e^{+}}         | 0,511         | {\displaystyle >4,6\times 10^{26}\ \mathrm {let} \,}    |
| Lepton | Mion / Antimion       | {\displaystyle \mu ^{-}\,/\,\mu ^{+}}   | 105,7         | {\displaystyle 2,2\times 10^{-6}\ \mathrm {sekund} \,}  |
| Lepton | Tauon / Antitau       | {\displaystyle \tau ^{-}\,/\,\tau ^{+}} | 1777          | {\displaystyle 2,9\times 10^{-13}\ \mathrm {sekund} \,} |
| Mezon  | Neutrální Pion        | {\displaystyle \pi ^{0}\,}              | 135           | {\displaystyle 8,4\times 10^{-17}\ \mathrm {sekund} \,} |
| Mezon  | Nabitý Pion           | {\displaystyle \pi ^{+}\,/\,\pi ^{-}}   | 139,6         | {\displaystyle 2,6\times 10^{-8}\ \mathrm {sekund} \,}  |
| Baryon | Proton / Antiproton   | {\displaystyle p^{+}\,/\,p^{-}}         | 938,2         | {\displaystyle >10^{29}\ \mathrm {let} \,}              |
| Baryon | Neutron / Antineutron | {\displaystyle n\,/\,{\bar {n}}}        | 939,6         | {\displaystyle 885,7\ \mathrm {sekund} \,}              |
| Boson  | W boson               | {\displaystyle W^{+}\,/\,W^{-}}         | 80 400        | {\displaystyle 10^{-25}\ \mathrm {sekund} \,}           |
| Boson  | Z boson               | {\displaystyle Z^{0}\,}                 | 91 000        | {\displaystyle 10^{-25}\ \mathrm {sekund} \,}           |

## Rychlost rozpadu
Životnost částice je dána inverzí její rychlosti rozpadu, {\displaystyle \Gamma }, pravděpodobnosti rozpadu částice za jednotku času. Pro částice o hmotnosti M a čtyřhybnosti P rozpadající se na částice s hybností {\displaystyle p_{i}} je diferenciál rychlosti rozpadu dán obecným vzorcem (vyjadřujícím Fermiho zlaté pravidlo):
{\displaystyle d\Gamma _{n}={\frac {S\left|{\mathcal {M}}\right|^{2}}{2M}}d\Phi _{n}(P;p_{1},p_{2},\dots ,p_{n})\,}
kde
n je počet částic vytvořených rozpadem původní částice,
S je kombinatorický faktor pro započtení nerozlišitelných konečných stavů,
{\displaystyle {\mathcal {M}}\,} je neměnný prvek matice nebo Amplituda pravděpodobnosti spojující počáteční s koncovým stavem, obvykle se počítá pomocí Feynmanových diagramů),
{\displaystyle d\Phi _{n}\,} je jedním z prvků fázového prostoru, a
{\displaystyle p_{i}\,} je čtyřhybnost částice i.
Faktor S je dán
{\displaystyle S=\prod _{j=1}^{m}{\frac {1}{k_{j}!}}\,}
kde
m je počet souborů nerozeznatelných částic v konečném stavu a
{\displaystyle k_{j}\,} je počet částic typu j, takže {\displaystyle \sum _{j=1}^{m}k_{j}=n\,}.
Fázový prostor může být určen z
{\displaystyle d\Phi _{n}(P;p_{1},p_{2},\dots ,p_{n})=(2\pi )^{4}\delta ^{4}\left(P-\sum _{i=1}^{n}p_{i}\right)\prod _{i=1}^{n}{\frac {d^{3}{\vec {p}}_{i}}{2(2\pi )^{3}E_{i}}}}
kde
{\displaystyle \delta ^{4}\,} je čtyřdimenzionální Diracovo delta,
{\displaystyle {\vec {p}}_{i}\,} je tříhybnost částice i, a
{\displaystyle E_{i}\,} je energie částice i.
Je možné integrovat přes fázový prostor pro získání celkové míry rychlosti rozpadu pro zadaný koncový stav.
Má-li částice více větví rozpadu nebo více módů s různými konečnými stavy, plná míra rychlosti rozpadu se získá sečtením míry rychlosti rozpadu všech větví. Větvení poměru pro každý mód je dáno rychlostí rozpadu dané větve děleno plnou rychlostí rozpadu.

## Dvoučásticový rozpad

### Rychlost rozpadu
Řekněme, že rodičovská částice o hmotnosti M se rozpadá na dvě částice označené 1 a 2. V klidovém stavu rodičovské částice
{\displaystyle |{\vec {p}}_{1}|=|{\vec {p_{2}}}|={\frac {[(M^{2}-(m_{1}+m_{2})^{2})(M^{2}-(m_{1}-m_{2})^{2})]^{1/2}}{2M}},\,}
který se získá tím, že je vyžadováno zachování čtyřhybnosti v rozpadu,
{\displaystyle (M,{\vec {0}})=(E_{1},{\vec {p}}_{1})+(E_{2},{\vec {p}}_{2}).\,}
Tedy ve sférických souřadnicích
{\displaystyle d^{3}{\vec {p}}=|{\vec {p}}\,|^{2}\,d|{\vec {p}}\,|\,d\phi \,d\left(\cos \theta \right).\,}
Pomocí delta funkce provedeme {\displaystyle d^{3}{\vec {p}}_{2}} and {\displaystyle d|{\vec {p}}_{1}|\,} integrály ve fázovém prostoru pro konečný dvoučásticový stav. Zjistíme že rychlost rozpadu mateřské částice v klidovém stavu je
{\displaystyle d\Gamma ={\frac {\left|{\mathcal {M}}\right|^{2}}{32\pi ^{2}}}{\frac {|{\vec {p}}_{1}|}{M^{2}}}\,d\phi _{1}\,d\left(\cos \theta _{1}\right).\,}

## Tříčásticový rozpad
Fázový prostor jedné částice rozpadající se na tři je
{\displaystyle d\Phi _{3}={\frac {1}{(2\pi )^{5}}}\delta ^{4}(P-p_{1}-p_{2}-p_{3}){\frac {d^{3}{\vec {p}}_{1}}{2E_{1}}}{\frac {d^{3}{\vec {p}}_{2}}{2E_{2}}}{\frac {d^{3}{\vec {p}}_{3}}{2E_{3}}}\,}

## Komplexní hmotnost a rychlost rozpadu
Hmotnost nestabilní částice je formálně komplexní číslo, reálná část je hmotnost v obvyklém smyslu, imaginární část představuje rychlost rozpadu v přirozených jednotkách. Pokud je imaginární část velká ve srovnání s reálnou částí, částice se obvykle spíše považuje za rezonanci než za částici v pravém smyslu. Je to proto, že v kvantové teorii pole částice o hmotnosti M (reálná část) je často vyměňována mezi dvěma jinými částicemi, pokud není dostatek energie pro její kreaci, jestliže je čas na cestování mezi dvěma částicemi dostatečně krátký, v řádu 1/M podle principu neurčitosti. Pro částici o hmotnosti {\displaystyle \scriptstyle M+i\Gamma }, částice mohou cestovat po dobu 1/M, ale rozpadají se řádově za {\displaystyle \scriptstyle 1/\Gamma }. Pokud je {\displaystyle \scriptstyle \Gamma >M}, pak se částice obvykle rozpadne předtím než dokončí cestu mezi částicemi.